# Élisa Bloch
Pour les articles homonymes, voir Bloch.
Élisa Marcus, épouse Bloch, née le 8 janvier 1848 à Breslau et morte le 10 mai 1905 à Paris, est une sculptrice française.

## Biographie

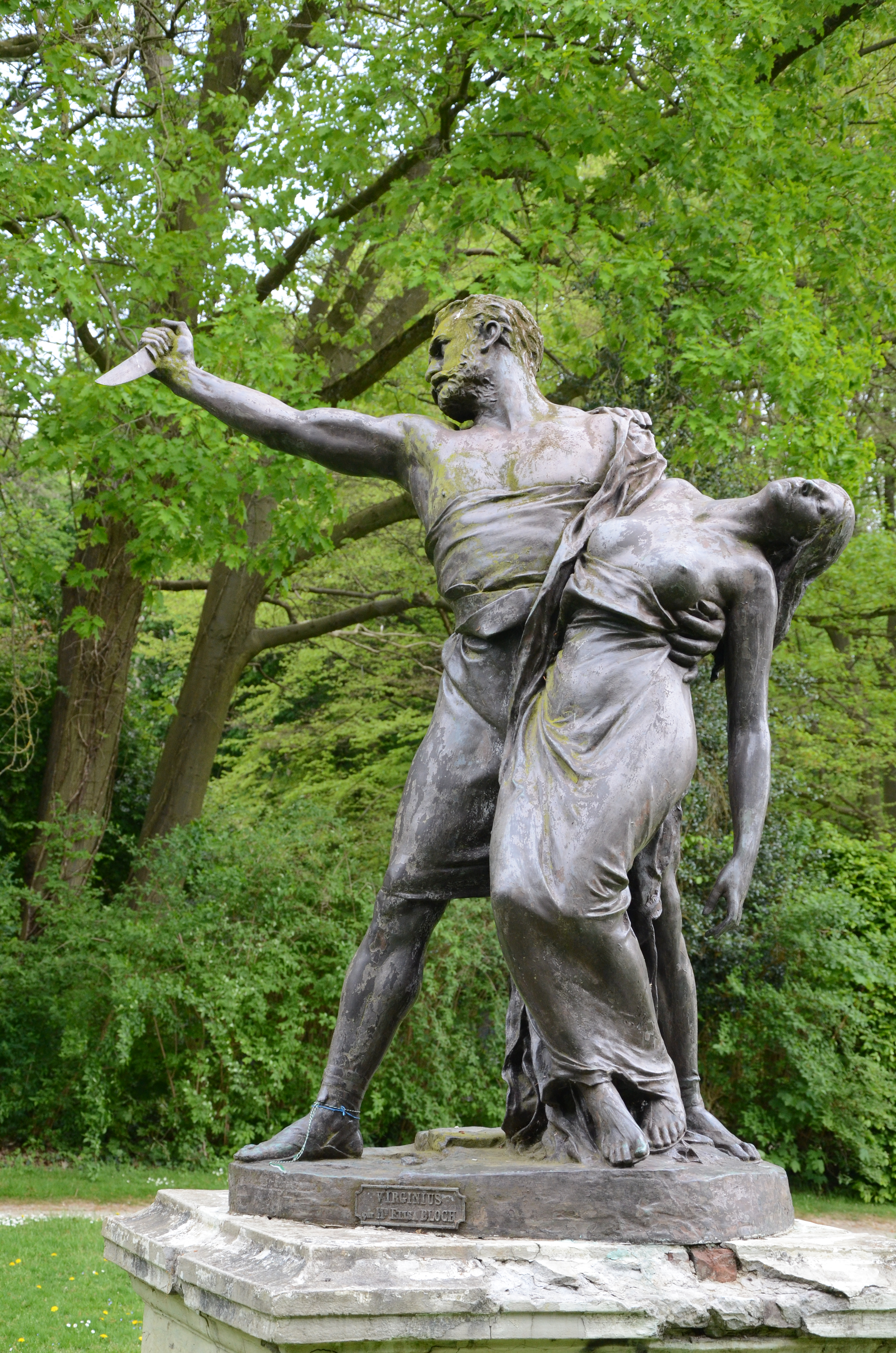
Virginius immolant sa fille Virginia (1889), bronze, Bruxelles, parc du musée royal de l'Afrique centrale.

Née en province de Silésie, Élisa Marcus arrive à Paris avec ses parents puis prend la nationalité française en se mariant avec le journaliste Léon Bloch, un temps rédacteur en chef de L'Écho de Paris.
Elle entre à l'Académie Julian où elle reçoit l'enseignement d'Henri Chapu.
Elle débute au Salon des artistes français de 1878 en exposant un médaillon représentant son mari. Puis elle produit une importante quantité de bustes dont ceux de Jules Barbier, Camille Flammarion, Buffalo Bill, Léonide Leblanc (maîtresse de Georges Clemenceau), Jules Oppert, Zadoc Kahn, Mathilde Bonaparte, Frédéric Passy (Salon de 1903), etc.
Le groupe Virginius immolant sa fille Virginia est présenté à l'Exposition universelle de 1889 puis fondu en bronze pour être présenté en 1900 (Bruxelles, parc du musée royal de l'Afrique centrale).
Élisa Bloch a réalisé de nombreuses commandes publiques, dont des monuments commémoratifs.
En 1892, elle fonde la revue mensuelle Paris-Province qu'elle dirige jusqu’en 1905. Après son décès, la direction est confiée à l'artiste peintre Madeleine Foyot d'Alvar, puis la revue disparaît en 1909. Selon la chercheuse Nelly Sanchez, cette revue, très russophile, reçut peu d'échos. Elle se voulait l'organe de presse de l'Académie littéraire et artistique de Paris-Province, laquelle académie répond à une double pensée : « décentraliser les lettres et les arts, mettre en lumière les jeunes talents pour qui, chaque jour, et à chaque pas, se dressent tant de difficultés ». Anaïs Ségalas et la baronne Staffe y tiennent chroniques.
Son atelier se situe vers 1895 à Paris au no 1 rue du Printemps.
Élisa Bloch meurt le 10 mai 1905 en son domicile au no 5 bis, rue Lebouteux dans le 17e arrondissement de Paris. Elle est inhumée au cimetière du Montparnasse (3e division) et ses restes y reposent jusqu'à la fin de la concession en décembre 1975 où ils ont été transférés dans l'ossuaire du Cimetière du Père-Lachaise.